# Loredana Groza
Pour les articles homonymes, voir Loredana et Groza.
 (février 2021).
Si vous disposez d'ouvrages ou d'articles de référence ou si vous connaissez des sites web de qualité traitant du thème abordé ici, merci de compléter l'article en donnant les références utiles à sa vérifiabilité et en les liant à la section « Notes et références ».
Loredana Groza, née le 10 juin 1970 à Onești, est une chanteuse roumaine.

## Biographie

### Carrière musicale
Elle fait partie du jury de Vocea României lors des sept premières saisons.

## Prises de position
Loredana Grova milite en faveur des droits LGBT en Roumanie. Elle a notamment été ambassadrice du programme « Eu sunt! Tu? » (« J'en suis ! Toi ? »), dans le cadre de la neuvième édition du festival LGBT GayFest,,,

## Discographie
Albums
- 1988 - Bună seara, iubito
- 1989 - Un buchet de trandafiri
- 1994 - Atitudine
- 1995 - Nascută toamna
- 1996 - Tomilio
- 1998 - Lumea e a mea
- 1999 - AromAroma
- 2001 - Diva Inamorata
- 2001 - Agurida
- 2002 - Zaraza, vânzătoarea de plăceri
- 2003 - Fata cu șosete de diamant
- 2004 - Zig Zagga Extravaganza
- 2006 - Jamparalele
- 2007 - My Love
- 2007 - Nana nanino
- 2007 - Șatra în apus
- 2009 - Sundance
- 2010 - Iubi Land
- 2012 - Apa
- 2014 - Risipitor
- 2015 - Imaginarium

Singles
- 1988 - Bună seara, iubito
- 1989 - Un buchet de trandafiri
- 1994 - Atitudine
- 1995 - Nascută toamna
- 1996 - Tomilio
- 1998 - Lumea e a mea
- 1999 - AromAroma
- 2001 - Diva Inamorata
- 2001 - Agurida
- 2002 - Zaraza, vânzătoarea de plăceri
- 2003 - Fata cu șosete de diamant
- 2004 - Zig Zagga Extravaganza
- 2006 - Jamparalele
- 2007 - My Love
- 2007 - Nana nanino
- 2007 - Șatra în apus
- 2009 - Sundance
- 2010 - Iubi Land
- 2012 - Apa
- 2014 - Risipitor
- 2015 - Imaginarium